# Luis Manuel Cosculluela Montaner
Luis Manuel Cosculluela Montaner  (Barbastro, 23 de septiembre de 1939) es un jurista y político español.

## Biografía
Nació en 1939 en Barbastro. Licenciado en Derecho por la Universidad de Barcelona (con Premio Extraordinario) y Doctor por la Universidad italiana de Bolonia (con el Premio Vittorio Emanuele II). Ha sido profesor adjunto de Teoría del Estado y profesor agregado de Derecho Administrativo en la Universidad de  Barcelona, y catedrático de Derecho Administrativo en las Universidades de Córdoba, Valladolid y Complutense de Madrid. Fue nombrado doctor honoris causa por la Universidad de Córdoba el 25 de noviembre de 2010.
Ocupó durante los años de la Transición española, los cargos de delegado de Servicios de Urbanismo en el Ayuntamiento de Barcelona, secretario jefe del Gabinete Técnico del ministro adjunto para las Regiones, Manuel Clavero Arévalo, subsecretario del Ministerio de Cultura, director del Instituto de Estudios de Administración Local y ministro de Administración Territorial (1982).
Es autor de numerosos libros, capítulos de libro y artículos de revista especializadas en Derecho Administrativo, particularmente en materia de urbanismo, autonomías, régimen local y contratos administrativos.